# 懷亞特厄普群島
68°22′S 78°32′E / 68.367°S 78.533°E
懷亞特厄普群島，是南極洲的群島，位於伊利沙伯女皇地，處於沃卡鮑特岩以北0.9公里，根據挪威探險隊拍攝的空中照片繪入地圖，現時由南極條約體系管理。